# Añorbe
Añorbe là một đô thị trong tỉnh và cộng đồng tự trị Navarre, Tây Ban Nha. Đô thị này có diện tích là 24,09 ki-lô-mét vuông, dân số năm 2007 là 526 người.
Đô thị nằm ở độ cao m trên 526 m trên mực nước biển.

## Biến động dân số
| Biến động dân số                                       | Biến động dân số | Biến động dân số | Biến động dân số | Biến động dân số | Biến động dân số | Biến động dân số | Biến động dân số | Biến động dân số | Biến động dân số | Biến động dân số |
| 1996                                                   | 1998             | 1999             | 2000             | 2001             | 2002             | 2003             | 2004             | 2005             | 2006             | 2007             |
| ------------------------------------------------------ | ---------------- | ---------------- | ---------------- | ---------------- | ---------------- | ---------------- | ---------------- | ---------------- | ---------------- | ---------------- |
| 401                                                    | 395              | 407              | 445              | 463              | 452              | 490              | 510              | 520              | 531              | 526              |
| Sources: Añorbe et instituto de estadística de navarra |                  |                  |                  |                  |                  |                  |                  |                  |                  |                  |